# Glen Lyon
Glen Lyon – pasmo w Grampianach Centralnych, w Szkocji. Pasmo to graniczy z pasmem Rannoch Moor i pasmem Bridge of Orchy na zachodzie, pasmem West Drumochter na północy, z Atholl i East Drumochter na północnym wschodzie, Cairnwells & Blairgowrie na wschodzie, z Grupą Loch Earn, Pasmem Lawers i Wzgórzami Glen Lochay na południu. Najwyższym szczytem jest Schiehallion, który osiąga wysokość 1083 m.
Najważniejsze szczyty:
- Schiehallion (1083 m),
- Càrn Mairg (1041 m),
- Càrn Gorm (1029 m),
- Meall nan Aighean (981 m).